# University of the People

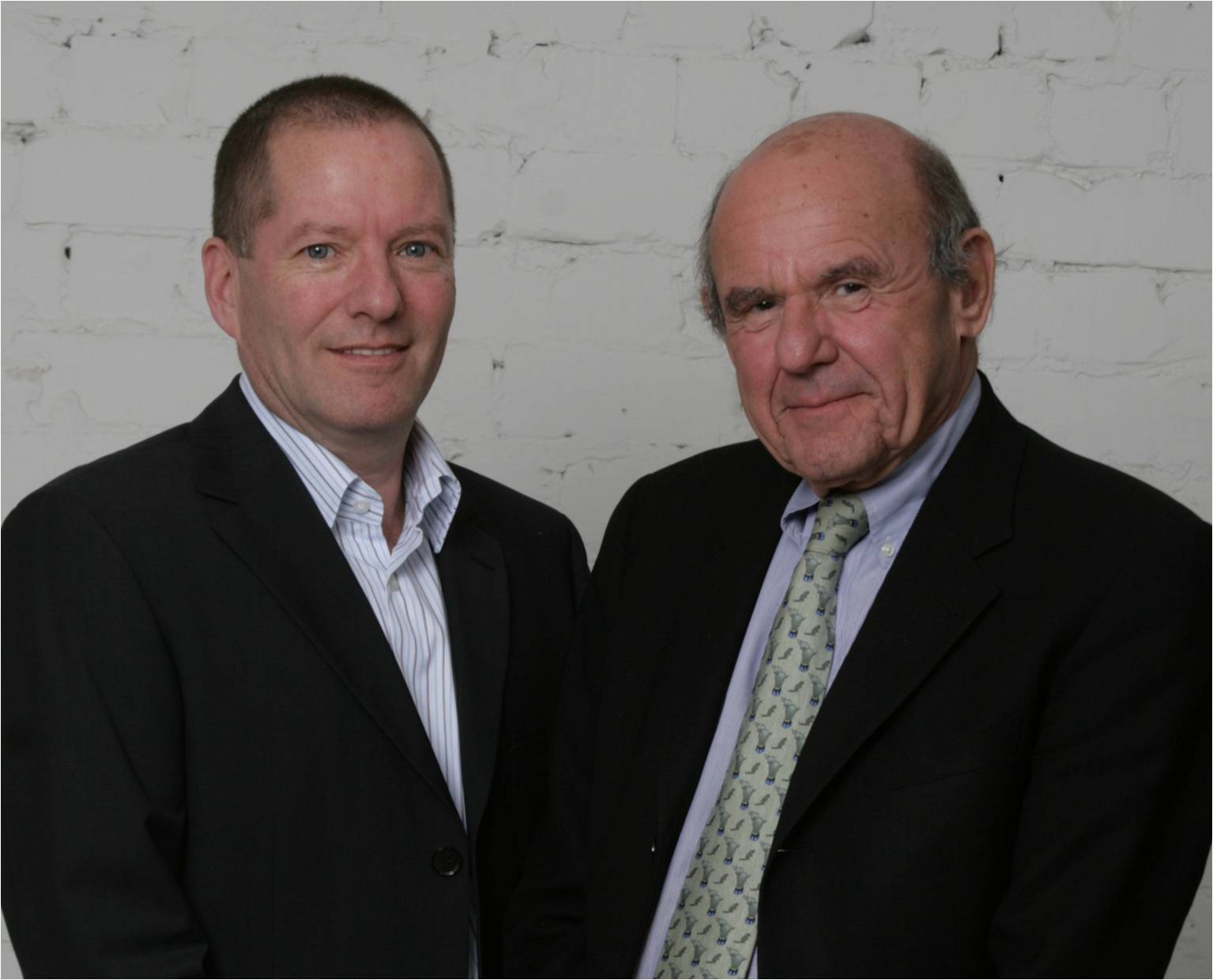
Az UoPeople elnöke, Shai Reshef és az UoPeople prépostja, David Cohen

A University of the People (UoPeople) egy magánkézben lévő, távoktatásban működő egyetem, melynek az irodái  Pasadenában vannak. Shai Reshef vállalkozó alapította 2009-ben.

## Története
A University of the People-t Shai Reshef oktatási vállalkozó alapította 2009. januárban. Bár online távoktatásos rendszeréből kiindulva nem tart fenn kampuszokat, adminisztratív ügyeit egy megosztott irodában intézi Kaliforniában.
Az UoPeople első tanulói 2009-ben kezdték meg a tanulmányaikat, ahol kezdetben üzleti, közigazgatási és informatikai területeken adtak BA diplomákat. Akkoriban az egyetemnek még nem volt akkreditációja, így tandíjat sem szedett.
2012. februárban a Bill & Melinda Gates Foundation 613.282 USD támogatást nyújtott az egyetemnek, hogy ennek segítségével szerezzenek országos akkreditációt. Ez két év múlva vált kifizetődővé, mikor a Távoktatási Akkreditációs Bizottság akkreditálta az egyetemet.
2016. márciustól az egyetem online MBA képzéseket indított, melyeken az oktatás szeptembertől vette kezdetét. Ezt a képzést semmilyen üzleti iskolai rendszerben nem akkreditálták.
2017-ben az Edinburgh Egyetem társult az egyetemmel, így a University of the People-ön végzettek jelentkezhettek a másik egyetemen bachelor vagy posztgraduális képzésekre. Abban az évben Simone Biles olimpikon lett az egyetem szóvivője, egyben hallgatója is, majd 2018-ban egy ösztöndíjrendszert hozott létre azoknak, akinek túl drága lenne az egyetemen a tanulás.
2019. januárban az International Baccalaureate társult a University of the People-lel, hogy felnőttképzésben MA szakot indíthasson. A Világgazdasági Fórumon bejelentették, hogy az egyetem megkezi az arab nyelvű oktatást is.
2020. januártól az International Baccalaureate ösztöndíjjal támogatja azokat, akik az UoPeople M.Ed. Programján vesznek részt. 2020. szeptemberben elkezdtek az egyetemen arabul oktatni.

## Akkreditáció
A University of the People a  Distance Education Accrediting Commission (DEAC) által akkreditált amerikai felsőoktatási intézmény.  Működését jóváhagyta a [California Bureau for Private Postsecondary Education is.

## Rangsor
2020. júliusban a University of the People az 5822. volt a világ egyetemei között a nagyság, a láthatóság és a webes impakt mutatószám alapján. Mivel az egyetemnek nincsenek professzorai és publikációi, így kimaradt ugyanezen szervezet „transzparencia mutatójából”.